# Rineloricaria misionera
Rineloricaria misionera és una espècie de peix de la família dels loricàrids i de l'ordre dels siluriformes.

## Morfologia
Les femelles poden assolir els 9,74 cm de longitud total.

## Distribució geogràfica
Es troba a l'Argentina: conques dels rius Paranà i Uruguai.